# Leader of the House of Commons
Leader of the House of Commons is de fractieleider van de regerende partij in het Lagerhuis van het Verenigd Koninkrijk. De Leader of the House of Commons maakt ook deel uit van het kabinet en bekleedt daarnaast ook een andere functie in het kabinet. De huidige Leader of the House of Commons in het kabinet van Keir Starmer is Lucy Powell die daarnaast ook de functie van Lord President of the Council bekleedt.

## Leaders of the House of Commons van het Verenigd Koninkrijk (1846–heden)
| Leader of the House of Commons            | Leader of the House of Commons | Leader of the House of Commons                     | Ambtstermijn                       | Ambtstermijn             | Partij                      | Premier                                     | Kabinet                              | Overige functie(s)                           |
| ----------------------------------------- | ------------------------------ | -------------------------------------------------- | ---------------------------------- | ------------------------ | --------------------------- | ------------------------------------------- | ------------------------------------ | -------------------------------------------- |
|                                           | John Russell                   | Graaf Russell John Russell (1792–1878)             | 30 juni 1846                       | 22 februari 1852         | Whig Party                  | John Russell (1846–1852)                    | Russell I                            | Premier                                      |
|                                           | Benjamin Disraeli              | Benjamin Disraeli (1804–1881)                      | 22 februari 1852                   | 28 december 1852         | Conservative Party          | Edward Smith-Stanley (1852)                 | Smith-Stanley I                      | Minister van Financiën                       |
|                                           | John Russell                   | Graaf Russell John Russell (1792–1878)             | 28 december 1852                   | 6 februari 1855          | Whig Party                  | George Hamilton -Gordon (1852–1855)         | Hamilton-Gordon                      | Minister van Buitenlandse Zaken (1852–1853)  |
| Minister zonder portefeuille (1853–1854)  | John Russell                   | Graaf Russell John Russell (1792–1878)             | 28 december 1852                   | 6 februari 1855          | Whig Party                  | George Hamilton -Gordon (1852–1855)         | Hamilton-Gordon                      |                                              |
| Lord President of the Council (1854–1855) | John Russell                   | Graaf Russell John Russell (1792–1878)             | 28 december 1852                   | 6 februari 1855          | Whig Party                  | George Hamilton -Gordon (1852–1855)         | Hamilton-Gordon                      |                                              |
|                                           | Henry John Temple              | Burggraaf Palmerston Henry John Temple (1784–1865) | 6 februari 1855                    | 20 februari 1858         | Whig Party                  | Henry John Temple (1855–1858)               | Temple I                             | Premier                                      |
|                                           | Benjamin Disraeli              | Benjamin Disraeli (1804–1881)                      | 20 februari 1858                   | 12 juni 1859             | Conservative Party          | Edward Smith-Stanley (1858–1859)            | Smith-Stanley II                     | Minister van Financiën                       |
|                                           | Henry John Temple              | Burggraaf Palmerston Henry John Temple (1784–1865) | 12 juni 1859                       | 18 oktober 1865          | Liberal Party               | Henry John Temple (1859–1865)               | Temple II                            | Premier                                      |
|                                           | William Ewart Gladstone        | William Ewart Gladstone (1809–1898)                | 18 oktober 1865                    | 28 juni 1866             | Liberal Party               | John Russell (1865–1866)                    | Russell II                           | Minister van Financiën                       |
|                                           | Benjamin Disraeli              | Benjamin Disraeli (1804–1881)                      | 28 juni 1866                       | 3 december 1868          | Conservative Party          | Edward Smith-Stanley (1866–1868)            | Smith-Stanley III                    | Minister van Financiën                       |
| Benjamin Disraeli (1868)                  | Benjamin Disraeli              | Benjamin Disraeli (1804–1881)                      | 28 juni 1866                       | 3 december 1868          | Conservative Party          | Disraeli I                                  | Premier                              |                                              |
|                                           | William Ewart Gladstone        | William Ewart Gladstone (1809–1898)                | 3 december 1868                    | 20 februari 1874         | Liberal Party               | William Ewart Gladstone (1868–1874)         | Gladstone I                          | Premier                                      |
| Minister van Financiën (1868–1873)        | William Ewart Gladstone        | William Ewart Gladstone (1809–1898)                | 3 december 1868                    | 20 februari 1874         | Liberal Party               | William Ewart Gladstone (1868–1874)         | Gladstone I                          |                                              |
|                                           | Benjamin Disraeli              | Benjamin Disraeli (1804–1881)                      | 20 februari 1874                   | 22 augustus 1876         | Conservative Party          | Benjamin Disraeli (1874–1880)               | Disraeli II                          | Premier                                      |
|                                           | Stafford Northcote             | Sir Stafford Northcote (1818–1887)                 | 22 augustus 1876                   | 23 april 1880            | Conservative Party          | Benjamin Disraeli (1874–1880)               | Disraeli II                          | Minister van Financiën                       |
|                                           | William Ewart Gladstone        | William Ewart Gladstone (1809–1898)                | 23 april 1880                      | 23 juni 1885             | Liberal Party               | William Ewart Gladstone (1880–1885)         | Gladstone II                         | Premier                                      |
| Minister van Financiën (1880–1882)        | William Ewart Gladstone        | William Ewart Gladstone (1809–1898)                | 23 april 1880                      | 23 juni 1885             | Liberal Party               | William Ewart Gladstone (1880–1885)         | Gladstone II                         |                                              |
|                                           | Michael Hicks Beach            | Sir Michael Hicks Beach (1837–1916)                | 23 juni 1885                       | 28 januari 1886          | Conservative Party          | Robert Gascoyne-Cecil (1885–1886)           | Gascoyne-Cecil I                     |                                              |
|                                           | William Ewart Gladstone        | William Ewart Gladstone (1809–1898)                | 28 januari 1886                    | 20 juli 1886             | Liberal Party               | William Ewart Gladstone (1886)              | Gladstone III                        | Premier                                      |
| Lord Privy Seal                           | William Ewart Gladstone        | William Ewart Gladstone (1809–1898)                | 28 januari 1886                    | 20 juli 1886             | Liberal Party               | William Ewart Gladstone (1886)              | Gladstone III                        |                                              |
|                                           | Randolph Churchill             | Sir Randolph Churchill (1849–1895)                 | 20 juli 1886                       | 14 januari 1887          | Conservative Party          | Robert Gascoyne-Cecil (1886–1892)           | Gascoyne-Cecil II                    | Minister van Financiën                       |
|                                           | William Henry Smith            | William Henry Smith (1825–1891)                    | 14 januari 1887                    | 6 oktober 1891           | Conservative Party          | Robert Gascoyne-Cecil (1886–1892)           | Gascoyne-Cecil II                    |                                              |
|                                           | Arthur Balfour                 | Arthur Balfour (1848–1930)                         | 6 oktober 1891                     | 15 augustus 1892         | Conservative Party          | Robert Gascoyne-Cecil (1886–1892)           | Gascoyne-Cecil II                    | Minister voor Ierland (1891)                 |
|                                           | William Ewart Gladstone        | William Ewart Gladstone (1809–1898)                | 15 augustus 1892                   | 5 maart 1894             | Liberal Party               | William Ewart Gladstone (1892–1894)         | Gladstone IV                         | Premier                                      |
| Lord Privy Seal                           | William Ewart Gladstone        | William Ewart Gladstone (1809–1898)                | 15 augustus 1892                   | 5 maart 1894             | Liberal Party               | William Ewart Gladstone (1892–1894)         | Gladstone IV                         |                                              |
|                                           | William Harcourt               | Sir William Harcourt (1827–1904)                   | 5 maart 1894                       | 25 juni 1895             | Liberal Party               | Archibald Primrose (1894–1895)              | Primrose                             | Minister van Financiën                       |
|                                           | Arthur Balfour                 | Arthur Balfour (1848–1930)                         | 25 juni 1895                       | 5 december 1905          | Conservative Party          | Robert Gascoyne-Cecil (1895–1902)           | Gascoyne-Cecil III                   |                                              |
| Gascoyne-Cecil IV                         | Arthur Balfour                 | Arthur Balfour (1848–1930)                         | 25 juni 1895                       | 5 december 1905          | Conservative Party          | Robert Gascoyne-Cecil (1895–1902)           |                                      |                                              |
| Arthur Balfour (1902–1905)                | Arthur Balfour                 | Arthur Balfour (1848–1930)                         | 25 juni 1895                       | 5 december 1905          | Conservative Party          | Balfour                                     | Premier                              |                                              |
|                                           | Henry Campbell-Bannerman       | Sir Henry Campbell- Bannerman (1836–1908)          | 5 december 1905                    | 8 april 1908             | Liberal Party               | Henry Campbell- Bannerman (1905–1908)       | Campbell- Bannerman                  | Premier                                      |
|                                           | Herbert Henry Asquith          | Herbert Henry Asquith (1852–1928)                  | 8 april 1908                       | 7 december 1916          | Liberal Party               | Herbert Henry Asquith (1908–1916)           | Asquith I                            | Premier                                      |
| Asquith II                                | Herbert Henry Asquith          | Herbert Henry Asquith (1852–1928)                  | 8 april 1908                       | 7 december 1916          | Liberal Party               | Herbert Henry Asquith (1908–1916)           |                                      | Premier                                      |
| Asquith III                               | Herbert Henry Asquith          | Herbert Henry Asquith (1852–1928)                  | 8 april 1908                       | 7 december 1916          | Liberal Party               | Herbert Henry Asquith (1908–1916)           |                                      | Premier                                      |
| Asquith IV                                | Herbert Henry Asquith          | Herbert Henry Asquith (1852–1928)                  | 8 april 1908                       | 7 december 1916          | Liberal Party               | Herbert Henry Asquith (1908–1916)           |                                      | Premier                                      |
|                                           | Bonar Law                      | Bonar Law (1858–1923)                              | 7 december 1916                    | 1 april 1921             | Conservative Party          | David Lloyd George (1919–1922)              | Lloyd George I                       | Minister van Financiën (1916–1919)           |
| Lloyd George II                           | Bonar Law                      | Bonar Law (1858–1923)                              | 7 december 1916                    | 1 april 1921             | Conservative Party          | David Lloyd George (1919–1922)              | Lord Privy Seal (1919–1921)          |                                              |
| Lloyd George II                           |                                | Austen Chamberlain                                 | Sir Austen Chamberlain (1863–1937) | 1 april 1921             | 23 oktober 1922             | David Lloyd George (1919–1922)              | Conservative Party                   | Lord Privy Seal (1919–1921)                  |
|                                           | Bonar Law                      | Bonar Law (1858–1923)                              | 23 oktober 1922                    | 22 mei 1923              | Conservative Party          | Bonar Law (1922–1923)                       | Law                                  | Premier                                      |
|                                           | Stanley Baldwin                | Stanley Baldwin (1867–1947)                        | 22 mei 1923                        | 22 januari 1924          | Conservative Party          | Stanley Baldwin (1923–1924)                 | Baldwin I                            | Premier                                      |
| Minister van Financiën (1923)             | Stanley Baldwin                | Stanley Baldwin (1867–1947)                        | 22 mei 1923                        | 22 januari 1924          | Conservative Party          | Stanley Baldwin (1923–1924)                 | Baldwin I                            |                                              |
|                                           | Ramsay MacDonald               | Ramsay MacDonald (1866–1937)                       | 22 januari 1924                    | 3 november 1924          | Labour Party                | Ramsay MacDonald (1924)                     | MacDonald I                          | Premier                                      |
| Minister van Buitenlandse Zaken           | Ramsay MacDonald               | Ramsay MacDonald (1866–1937)                       | 22 januari 1924                    | 3 november 1924          | Labour Party                | Ramsay MacDonald (1924)                     | MacDonald I                          |                                              |
|                                           | Stanley Baldwin                | Stanley Baldwin (1867–1947)                        | 4 november 1924                    | 5 juni 1929              | Conservative Party          | Stanley Baldwin (1924–1929)                 | Baldwin II                           | Premier                                      |
|                                           | Ramsay MacDonald               | Ramsay MacDonald (1866–1937)                       | 5 juni 1929                        | 7 juni 1935              | Labour Party (1929–1931)    | Ramsay MacDonald (1929–1935)                | MacDonald II                         | Premier                                      |
|                                           | Ramsay MacDonald               | Ramsay MacDonald (1866–1937)                       | 5 juni 1929                        | 7 juni 1935              | National Labour (1931–1935) | Ramsay MacDonald (1929–1935)                | MacDonald III (Nationaal Kabinet I)  | Premier                                      |
| MacDonald IV (Nationaal Kabinet II)       | Ramsay MacDonald               | Ramsay MacDonald (1866–1937)                       | 5 juni 1929                        | 7 juni 1935              | National Labour (1931–1935) | Ramsay MacDonald (1929–1935)                |                                      | Premier                                      |
|                                           | Stanley Baldwin                | Stanley Baldwin (1867–1947)                        | 7 juni 1935                        | 28 mei 1937              | Conservative Party          | Stanley Baldwin (1935–1937)                 | Baldwin III (Nationaal Kabinet III)  | Premier                                      |
|                                           |                                | Neville Chamberlain (1869–1940)                    | 28 mei 1937                        | 10 mei 1940              | Conservative Party          | Neville Chamberlain (1937–1940)             | Chamberlain I (Nationaal Kabinet IV) | Premier                                      |
| Chamberlain II                            |                                | Neville Chamberlain (1869–1940)                    | 28 mei 1937                        | 10 mei 1940              | Conservative Party          | Neville Chamberlain (1937–1940)             |                                      | Premier                                      |
|                                           | Winston Churchill              | Winston Churchill (1874–1965)                      | 10 mei 1940                        | 19 februari 1942         | Conservative Party          | Winston Churchill (1940–1945)               | Churchill I                          | Premier                                      |
| Minister van Defensie                     | Winston Churchill              | Winston Churchill (1874–1965)                      | 10 mei 1940                        | 19 februari 1942         | Conservative Party          | Winston Churchill (1940–1945)               | Churchill I                          |                                              |
|                                           | Stafford Cripps                | Sir Stafford Cripps (1889–1952)                    | 19 februari 1942                   | 22 november 1942         | Labour Party                | Winston Churchill (1940–1945)               | Churchill I                          | Lord Privy Seal                              |
|                                           | Anthony Eden                   | Anthony Eden (1897–1977)                           | 22 november 1942                   | 26 juli 1945             | Conservative Party          | Winston Churchill (1940–1945)               | Churchill I                          | Minister van Buitenlandse Zaken              |
| Churchill II                              | Anthony Eden                   | Anthony Eden (1897–1977)                           | 22 november 1942                   | 26 juli 1945             | Conservative Party          | Winston Churchill (1940–1945)               |                                      | Minister van Buitenlandse Zaken              |
|                                           | Herbert Morrison               | Herbert Morrison (1888–1965)                       | 26 juli 1945                       | 9 maart 1951             | Labour Party                | Clement Attlee (1945–1951)                  | Attlee I                             | Vicepremier Lord President of the Council    |
| Attlee II                                 | Herbert Morrison               | Herbert Morrison (1888–1965)                       | 26 juli 1945                       | 9 maart 1951             | Labour Party                | Clement Attlee (1945–1951)                  |                                      | Vicepremier Lord President of the Council    |
|                                           | Chuter Ede                     | Chuter Ede (1882–1965)                             | 9 maart 1951                       | 26 oktober 1951          | Labour Party                | Clement Attlee (1945–1951)                  | Minister van Binnenlandse Zaken      |                                              |
|                                           | Harry Crookshank               | Harry Crookshank (1893–1961)                       | 26 oktober 1951                    | 20 december 1955         | Conservative Party          | Winston Churchill (1951–1955)               | Churchill III                        | Minister van Volksgezondheid (1951–1952)     |
| Anthony Eden (1955–1957)                  | Harry Crookshank               | Harry Crookshank (1893–1961)                       | 26 oktober 1951                    | 20 december 1955         | Conservative Party          | Eden                                        |                                      | Minister van Volksgezondheid (1951–1952)     |
| Anthony Eden (1955–1957)                  | Harry Crookshank               | Harry Crookshank (1893–1961)                       | 26 oktober 1951                    | 20 december 1955         | Conservative Party          | Eden                                        | Lord Privy Seal (1952–1955)          |                                              |
| Anthony Eden (1955–1957)                  |                                | Rab Butler                                         | Rab Butler (1902–1982)             | 20 december 1955         | 9 oktober 1961              | Eden                                        | Conservative Party                   | Lord Privy Seal (1955–1959)                  |
| Harold Macmillan (1957–1963)              | Macmillan I                    | Rab Butler                                         | Rab Butler (1902–1982)             | 20 december 1955         | 9 oktober 1961              |                                             | Conservative Party                   | Lord Privy Seal (1955–1959)                  |
| Harold Macmillan (1957–1963)              | Macmillan II                   | Rab Butler                                         | Rab Butler (1902–1982)             | 20 december 1955         | 9 oktober 1961              | Minister van Binnenlandse Zaken (1957–1961) | Conservative Party                   |                                              |
| Harold Macmillan (1957–1963)              | Macmillan II                   |                                                    | Iain Macleod                       | Iain Macleod (1913–1970) | 9 oktober 1961              | 19 oktober 1963                             | Conservative Party                   | Kanselier van het Hertogdom Lancaster        |
|                                           | Selwyn Lloyd                   | Selwyn Lloyd (1904–1978)                           | 19 oktober 1963                    | 16 oktober 1964          | Conservative Party          | Alec Douglas-Home (1963–1964)               | Douglas-Home                         | Lord Privy Seal                              |
|                                           |                                | Herbert Bowden (1905–1994)                         | 16 oktober 1964                    | 11 augustus 1966         | Labour Party                | Harold Wilson (1964–1970)                   | Wilson I                             | Lord President of the Council                |
| Wilson II                                 |                                | Herbert Bowden (1905–1994)                         | 16 oktober 1964                    | 11 augustus 1966         | Labour Party                | Harold Wilson (1964–1970)                   |                                      | Lord President of the Council                |
|                                           | Dick Crossman                  | Dick Crossman (1907–1974)                          | 11 augustus 1966                   | 18 oktober 1968          | Labour Party                | Harold Wilson (1964–1970)                   | Lord President of the Council        |                                              |
|                                           |                                | Fred Peart (1914–1988)                             | 18 oktober 1968                    | 19 juni 1970             | Labour Party                | Harold Wilson (1964–1970)                   | Lord President of the Council        |                                              |
|                                           |                                | Willie Whitelaw (1918–1999)                        | 19 juni 1970                       | 7 april 1972             | Conservative Party          | Edward Heath (1970–1974)                    | Heath                                | Lord President of the Council                |
|                                           |                                | Robert Carr (1916–2012)                            | 7 april 1972                       | 5 november 1972          | Conservative Party          | Edward Heath (1970–1974)                    | Heath                                | Minister van Binnenlandse Zaken              |
| Lord President of the Council             |                                | Robert Carr (1916–2012)                            | 7 april 1972                       | 5 november 1972          | Conservative Party          | Edward Heath (1970–1974)                    | Heath                                |                                              |
|                                           |                                | Jim Prior (1927–2016)                              | 5 november 1972                    | 4 maart 1974             | Conservative Party          | Edward Heath (1970–1974)                    | Heath                                | Lord President of the Council                |
|                                           |                                | Edward Short (1912–2012)                           | 4 maart 1974                       | 5 april 1976             | Labour Party                | Harold Wilson (1974–1976)                   | Wilson III                           | Lord President of the Council                |
|                                           | Michael Foot                   | Michael Foot (1913–2010)                           | 5 april 1976                       | 4 mei 1979               | Labour Party                | James Callaghan (1976–1979)                 | Callaghan                            | Lord President of the Council                |
|                                           |                                | Norman St John-Stevas (1929–2012)                  | 4 mei 1979                         | 5 januari 1981           | Conservative Party          | Margaret Thatcher (1979–1990)               | Thatcher I                           | Kanselier van het Hertogdom Lancaster        |
| Minister voor Cultuur                     |                                | Norman St John-Stevas (1929–2012)                  | 4 mei 1979                         | 5 januari 1981           | Conservative Party          | Margaret Thatcher (1979–1990)               | Thatcher I                           |                                              |
|                                           | Francis Pym                    | Francis Pym (1922–2008)                            | 5 januari 1981                     | 6 april 1982             | Conservative Party          | Margaret Thatcher (1979–1990)               | Thatcher I                           | Kanselier van het Hertogdom Lancaster (1981) |
| Thesaurier-generaal (1981)                | Francis Pym                    | Francis Pym (1922–2008)                            | 5 januari 1981                     | 6 april 1982             | Conservative Party          | Margaret Thatcher (1979–1990)               | Thatcher I                           |                                              |
| Lord President of the Council (1981–1982) | Francis Pym                    | Francis Pym (1922–2008)                            | 5 januari 1981                     | 6 april 1982             | Conservative Party          | Margaret Thatcher (1979–1990)               | Thatcher I                           |                                              |
|                                           |                                | John Biffen (1930–2007)                            | 6 april 1982                       | 13 juni 1987             | Conservative Party          | Margaret Thatcher (1979–1990)               | Thatcher I                           | Lord President of the Council (1982–1983)    |
| Thatcher II                               | Lord Privy Seal (1983–1987)    | John Biffen (1930–2007)                            | 6 april 1982                       | 13 juni 1987             | Conservative Party          | Margaret Thatcher (1979–1990)               |                                      |                                              |
|                                           | John Wakeham                   | John Wakeham (1932)                                | 13 juni 1987                       | 24 juli 1989             | Conservative Party          | Margaret Thatcher (1979–1990)               | Thatcher III                         | Lord Privy Seal (1987–1988)                  |
| Lord President of the Council (1988–1989) | John Wakeham                   | John Wakeham (1932)                                | 13 juni 1987                       | 24 juli 1989             | Conservative Party          | Margaret Thatcher (1979–1990)               | Thatcher III                         |                                              |
|                                           | Geoffrey Howe                  | Sir Geoffrey Howe (1926–2015)                      | 24 juli 1989                       | 1 november 1990          | Conservative Party          | Margaret Thatcher (1979–1990)               | Thatcher III                         | Vicepremier                                  |
| First Secretary of State                  | Geoffrey Howe                  | Sir Geoffrey Howe (1926–2015)                      | 24 juli 1989                       | 1 november 1990          | Conservative Party          | Margaret Thatcher (1979–1990)               | Thatcher III                         |                                              |
| Lord President of the Council             | Geoffrey Howe                  | Sir Geoffrey Howe (1926–2015)                      | 24 juli 1989                       | 1 november 1990          | Conservative Party          | Margaret Thatcher (1979–1990)               | Thatcher III                         |                                              |
|                                           | John MacGregor                 | John MacGregor (1937)                              | 1 november 1990                    | 10 april 1992            | Conservative Party          | Margaret Thatcher (1979–1990)               | Thatcher III                         | Lord President of the Council                |
| John Major (1990–1997)                    | John MacGregor                 | John MacGregor (1937)                              | 1 november 1990                    | 10 april 1992            | Conservative Party          | Major I                                     |                                      | Lord President of the Council                |
| John Major (1990–1997)                    |                                |                                                    | Tony Newton (1937–2012)            | 10 april 1992            | 2 mei 1997                  | Conservative Party                          | Major II                             | Lord President of the Council                |
|                                           | Ann Taylor                     | Ann Taylor (1947)                                  | 2 mei 1997                         | 27 juli 1998             | Labour Party                | Tony Blair (1997–2007)                      | Blair I                              | Lord President of the Council                |
|                                           | Margaret Beckett               | Margaret Beckett (1943)                            | 27 juli 1998                       | 8 juni 2001              | Labour Party                | Tony Blair (1997–2007)                      | Blair I                              | Lord President of the Council                |
|                                           | Robin Cook                     | Robin Cook (1946–2005)                             | 8 juni 2001                        | 18 maart 2003            | Labour Party                | Tony Blair (1997–2007)                      | Blair II                             | Lord President of the Council                |
|                                           | John Reid                      | John Reid (1947)                                   | 18 maart 2003                      | 13 juni 2003             | Labour Party                | Tony Blair (1997–2007)                      | Blair II                             | Lord President of the Council                |
|                                           | Peter Hain                     | Peter Hain (1950)                                  | 13 juni 2003                       | 5 mei 2005               | Labour Party                | Tony Blair (1997–2007)                      | Blair II                             | Lord Privy Seal                              |
| Minister voor Wales                       | Peter Hain                     | Peter Hain (1950)                                  | 13 juni 2003                       | 5 mei 2005               | Labour Party                | Tony Blair (1997–2007)                      | Blair II                             |                                              |
|                                           | Geoff Hoon                     | Geoff Hoon (1953)                                  | 5 mei 2005                         | 6 mei 2006               | Labour Party                | Tony Blair (1997–2007)                      | Blair III                            | Lord Privy Seal                              |
|                                           | Jack Straw                     | Jack Straw (1946)                                  | 6 mei 2006                         | 27 juni 2007             | Labour Party                | Tony Blair (1997–2007)                      | Blair III                            | Lord Privy Seal                              |
|                                           | Harriet Harman                 | Harriet Harman (1950)                              | 27 juni 2007                       | 11 mei 2010              | Labour Party                | Gordon Brown (2007–2010)                    | Brown                                | Lord Privy Seal                              |
| Minister voor Vrouwen en Gelijkheid       | Harriet Harman                 | Harriet Harman (1950)                              | 27 juni 2007                       | 11 mei 2010              | Labour Party                | Gordon Brown (2007–2010)                    | Brown                                |                                              |
|                                           | George Young                   | Sir George Young (1941)                            | 11 mei 2010                        | 4 september 2012         | Conservative Party          | David Cameron (2010–2016)                   | Cameron I                            | Lord Privy Seal                              |
|                                           | Andrew Lansley                 | Andrew Lansley (1956)                              | 4 september 2012                   | 14 juli 2014             | Conservative Party          | David Cameron (2010–2016)                   | Cameron I                            | Lord Privy Seal                              |
|                                           | William Hague                  | William Hague (1961)                               | 14 juli 2014                       | 9 mei 2015               | Conservative Party          | David Cameron (2010–2016)                   | Cameron I                            | First Secretary of State                     |
|                                           | Chris Grayling                 | Chris Grayling (1962)                              | 9 mei 2015                         | 13 juli 2016             | Conservative Party          | David Cameron (2010–2016)                   | Cameron II                           | Lord President of the Council                |
|                                           | David Lidington                | David Lidington (1956)                             | 13 juli 2016                       | 11 juni 2017             | Conservative Party          | Theresa May (2016–2019)                     | May I                                | Lord President of the Council                |
|                                           | Andrea Leadsom                 | Andrea Leadsom (1963)                              | 11 juni 2017                       | 23 mei 2019              | Conservative Party          | Theresa May (2016–2019)                     | May II                               | Lord President of the Council                |
|                                           | Mel Stride                     | Mel Stride (1961)                                  | 23 mei 2019                        | 24 juli 2019             | Conservative Party          | Theresa May (2016–2019)                     | May II                               | Lord President of the Council                |
|                                           | Jacob Rees-Mogg                | Jacob Rees-Mogg (1969)                             | 24 juli 2019                       | 8 februari 2022          | Conservative Party          | Boris Johnson (2019–2022)                   | Johnson I                            | Lord President of the Council                |
| Johnson II                                | Jacob Rees-Mogg                | Jacob Rees-Mogg (1969)                             | 24 juli 2019                       | 8 februari 2022          | Conservative Party          | Boris Johnson (2019–2022)                   |                                      | Lord President of the Council                |
|                                           | Mark Spencer                   | Mark Spencer (1970)                                | 8 februari 2022                    | 7 september 2022         | Conservative Party          | Boris Johnson (2019–2022)                   | Johnson II                           | Lord President of the Council                |
|                                           | Penny Mordaunt                 | Penny Mordaunt (1973)                              | 6 september 2022                   | 5 juli 2024              | Conservative Party          | Liz Truss (2022)                            | Truss                                | Lord President of the Council                |
| Rishi Sunak (2022–2024)                   | Penny Mordaunt                 | Penny Mordaunt (1973)                              | 6 september 2022                   | 5 juli 2024              | Conservative Party          | Sunak                                       |                                      | Lord President of the Council                |
|                                           | Lucy Powell                    | Lucy Powell (1974)                                 | 5 juli 2024                        | heden                    | Labour Party                | Keir Starmer (2024–heden)                   | Starmer                              | Lord President of the Council                |